# Anapisa melaleuca
Anapisa melaleuca là một loài bướm đêm thuộc phân họ Arctiinae, họ Erebidae.